# Малосавинский сельсовет
Малосавинский сельсовет — административная единица на территории Дубровенского района Витебской области Беларуси. Административный центр — агрогородок Еремеевщина.

## История
Решением Дубровенского районного Совета депутатов от 11 октября 2021 года № 156 "О переносе административного центра Малосавинского сельсовета Дубровенского района" административный центр Малосавинского сельсовета Дубровенского района перенесён из деревни Малое Савино в агрогородок Еремеевщина.

## Состав
Малосавинский сельсовет включает 21 населённый пункт:
- Барсуки — деревня
- Бески — деревня
- Боброво — агрогородок
- Бурая — деревня
- Гураки — деревня
- Еремеевщина — агрогородок
- Загваздино — деревня
- Карабановичи — деревня
- Красная Слобода — деревня
- Марченки — деревня
- Негатино — деревня
- Петьки — деревня
- Россасно — агрогородок
- Малое Савино — деревня
- Слобода — деревня
- Терехи — деревня
- Устье — деревня
- Фесевка — деревня
- Холовье — деревня
- Хондоги — деревня
- Янковщина — деревня

Упразднённые населенные пункты на территории сельсовета:
- Волкулаково — деревня
- Снегири — деревня